# 100 років Херсонському державному університету (монета)
«100 ро́ків Херсо́нському держа́вному університе́ту» — ювілейна монета номіналом 2 гривні, випущена Національним банком України. Присвячена одному з найстаріших вищих навчальних закладів на півдні України, який засновано в листопаді 1917 року на базі евакуйованого в Херсон Юр'ївського учительського інституту. Один із пріоритетних напрямів в університеті — підготовка і реалізація міжнародних проектів у сфері науки й освіти; навчальний заклад готує спеціалістів із 34 спеціальностей: вихователів дитячих закладів, учителів, юристів, економістів, екологів, психологів, журналістів, перекладачів та інших.
Монету введено в обіг 24 жовтня 2017 року. Вона належить до серії «Вищі навчальні заклади України».

## Опис та характеристики монети
| Номінал грн. | Метал      | Маса, грам | Діаметр, мм. | Якість виготовлення       | Гурт     | Тираж, штук |
| ------------ | ---------- | ---------- | ------------ | ------------------------- | -------- | ----------- |
| 2            | нейзильбер | 12,8       | 31           | спеціальний анциркулейтед | рифлений | 30 000      |

### Аверс
На аверсі монети розміщено: угорі — малий Державний Герб України та напис "УКРАЇН"А, під яким номінал «2 ГРИВНІ» (праворуч), у центрі на дзеркальному тлі — стилізовану композицію: на тлі книги зображено сучасну будівлю університету, на якій розміщено його логотип із написами по колу: «ХЕРСОНСЬКИЙ ДЕРЖАВНИЙ УНІВЕРСИТЕТ» (угорі), «KHERSON STATE UNIVERSITY» (унизу); рік карбування монети — «2017» та логотип Банкнотно-монетного двору Національного банку України (унизу праворуч).

### Реверс
На реверсі монети розміщено стилізовану композицію: на тлі книги зображено історичну будівлю міста, в яку університет переїхав у 1922 році, і написи: «100/ РОКІВ/ ХЕРСОНСЬКИЙ/ ДЕРЖАВНИЙ/ УНІВЕРСИТЕТ».

## Автори

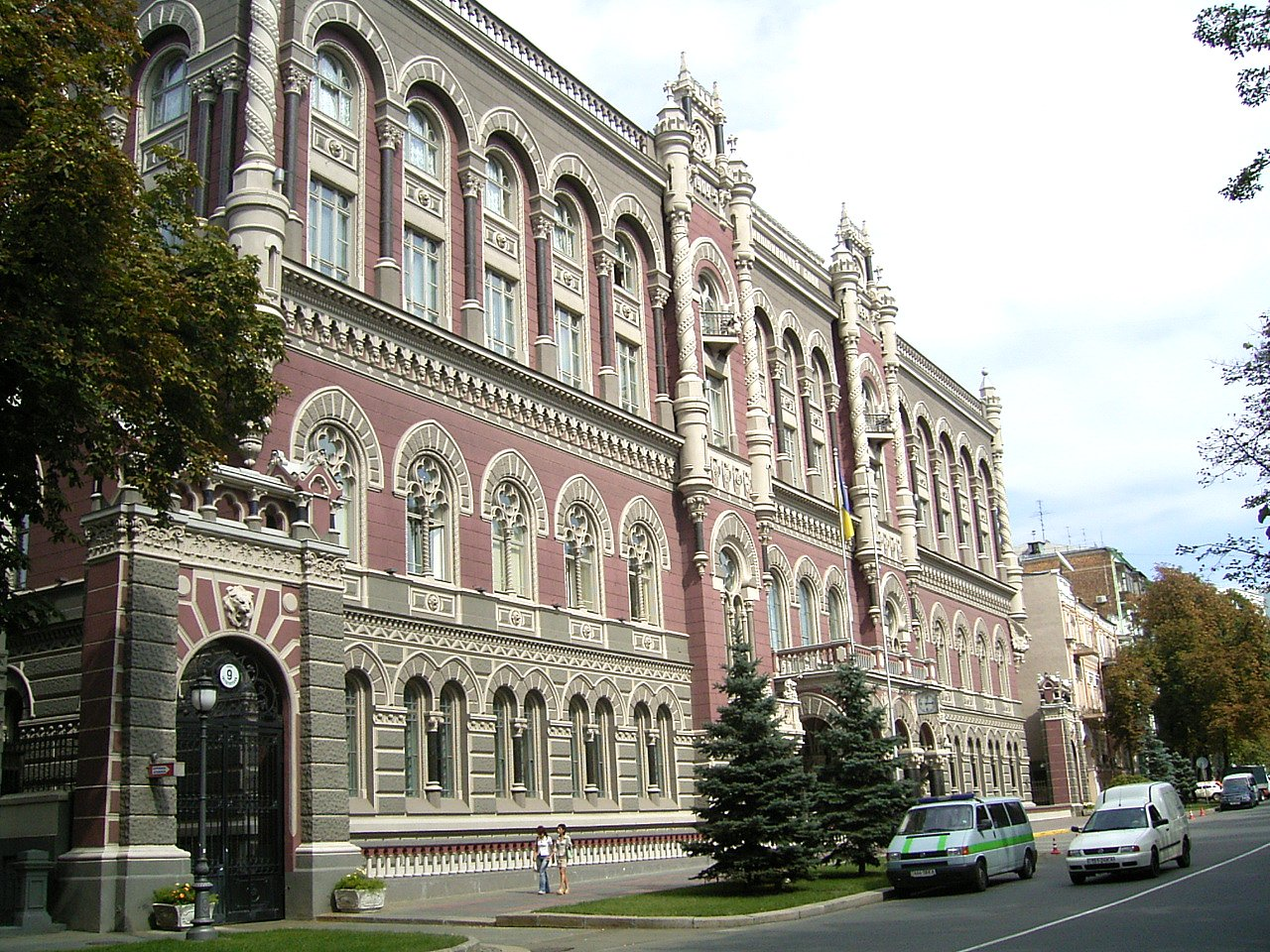
Будівля Національного банку України

- Художники: Таран Володимир, Харук Олександр, Харук Сергій.
- Скульптори: Атаманчук Володимир, Демяненко Анатолій.

## Вартість монети
Під час введення монети в обіг 2017 року, Національний банк України реалізовував монету через свої філії за ціною 35 гривень.
Фактична приблизна вартість монети, з роками змінювалася так:
| Рік        | 2018 | 2019 | 2020 | 2021 | 2022 | 2023 | 2024 | 2025 |
| ---------- | ---- | ---- | ---- | ---- | ---- | ---- | ---- | ---- |
| Ціна, грн. | 45   | 45   | 45   | 50   | 55   | 90   | 120  | 135  |